# 蓮光寺 (文京区向丘)
蓮光寺（れんこうじ）は、東京都文京区向丘にある浄土宗の寺院。

## 歴史
1602年（慶長6年）、戸田一西の開基である。ちなみに開山の教蓮社尊誉は一西の五男である。元々は湯島に位置していたが、1657年（明暦3年）の明暦の大火で焼失してしまったため、現在地に移転した。
その後も1893年（明治26年）の火災や1945年（昭和20年）の空襲で被害に遭うなど受難の時期が続いた。

## 墓所
- 戸田家（大垣藩藩主家）- 開基・戸田一西の子孫である[1]。
- 平野金華（儒学者）
- 最上徳内（探検家）

## 交通アクセス
- 南北線本駒込駅より徒歩5分（経路案内）。
- 千代田線千駄木駅より徒歩9分（経路案内）。